# Litouws kampioenschap dammen
Het Litouws kampioenschap dammen is het damkampioenschap van Litouwen en wordt georganiseerd door de Litouwse dambond. 

## Tabel van de nummers 1, 2 en 3 vanaf 2011
| Jaar | Goud                               | Zilver                            | Brons                              |
| ---- | ---------------------------------- | --------------------------------- | ---------------------------------- |
| 2011 | Valery Kudriavcev                  | Victor Volosienkin                | Vaidas Stasytis                    |
| 2012 | Edvardas Bužinskis                 | Aleksej Domchev                   | Anri Plaksij                       |
| 2013 | Aleksej Domchev Anri Plaksij       |                                   | Egidius Petryla Virgilius Zutautas |
| 2014 | Edvardas Bužinskis                 | Artur Tunkevic                    | Aleksej Domchev                    |
| 2015 | Edvardas Bužinskis Aleksej Domchev |                                   | Artur Tunkevic                     |
| 2016 | Edvardas Bužinskis                 | Aleksej Domchev                   | Artur Tunkevic                     |
| 2017 | Edvardas Bužinskis                 | Aleksej Domchev                   | Artur Tunkevic                     |
| 2018 | Edvardas Bužinskis                 | Aleksej Domchev Valery Kudriavcev |                                    |
| 2019 | Aleksej Domchev                    | Valentin Golubajev                | Valery Kudriavcev                  |
| 2020 | Edvardas Bužinskis                 | Valery Kudriavcev                 | Valentin Golubajev                 |